# Efraim Harju
Matti Efer « Efraim » Harju, né le 4 juin 1889 à Kälviä et mort le 17 juillet 1977 à Kaarlela, est un athlète finlandais spécialiste du demi-fond. Affilié au Kälviän Tarmo, il mesurait 1,78 m pour 65 kg.

## Biographie

### Records
| Épreuve      | Performance  | Lieu | Date |
| ------------ | ------------ | ---- | ---- |
| 1 500 mètres | 4 min 13 s 0 |      | 1912 |
| 3 000 mètres | 9 min 03 s 0 |      | 1912 |